# 加爾格萊林山
47°0′32″N 11°19′43″E / 47.00889°N 11.32861°E

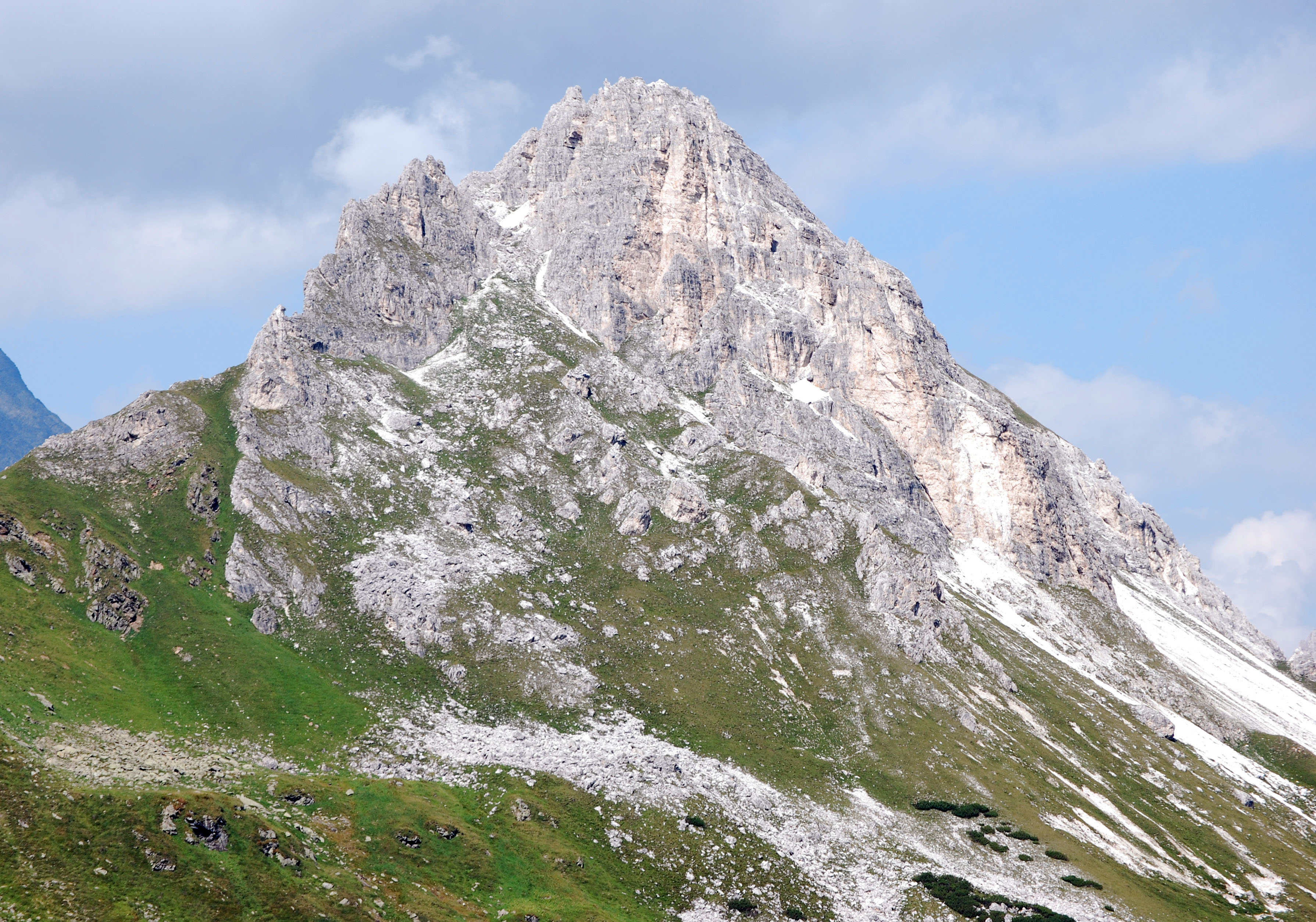

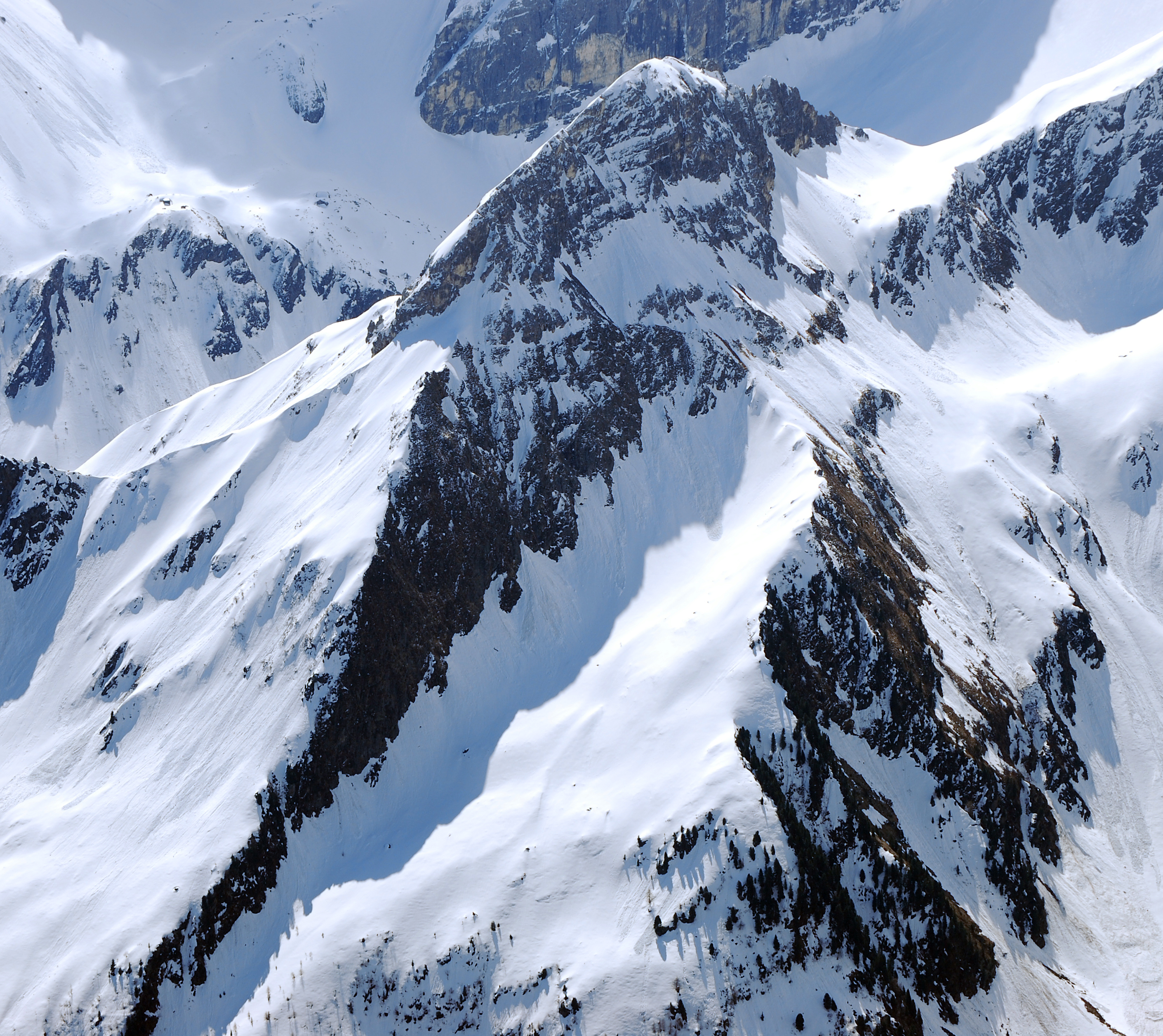

加爾格萊林山（德語：Gargglerin），是奧地利的山峰，位於該國西部，由蒂羅爾州負責管轄，屬於斯圖拜阿爾卑斯山脈的一部分，距離普弗勒施平爾山1公里，海拔高度2,470米，人類在1874年7月首次登頂。